# اچ‌ام‌اس ریپالس (اس۲۳)
اچ‌ام‌اس ریپالس (اس۲۳) (به انگلیسی: HMS Repulse (S23)) یک زیردریایی است که طول آن ۴۲۵ فوت (۱۳۰ متر) می‌باشد. این زیردریایی در سال ۱۹۶۷ ساخته شد.